# Paesaggi italiani con zombi
Paesaggi italiani con zombi è un saggio di Alberto Arbasino. In questo libro Arbasino bersaglia i disastri prodotti dal politicamente corretto.

## Edizioni
- Alberto Arbasino, Paesaggi italiani con zombi, Adelphi, 1998, ISBN 88-459-1404-6.